# Familles de France
Familles de France est la Fédération nationale des associations locales et régionales des associations familiales Familles de France. Elle est agréée comme association de consommateurs et association d'usagers du système de santé. 
Cette confédération fait partie des sept mouvements familiaux nationaux « à recrutement général », membres de l'Union nationale des associations familiales (UNAF).

## Histoire

### Historique
Familles de France est créée le 29 juin 1947 et la première assemblée générale de Familles de France se tient à Paris les 15 et 16 novembre de la même année. Le mouvement nait de la fusion de la « Fédération des familles nombreuses », de « La plus grande famille » et de la « Confédération générale des familles (Le Moulin Vert) ». Familles de France souhaite rassembler en un grand mouvement les nombreuses associations de familles indépendantes, souvent créées sous l'Occupation pour répondre aux besoins matériels des familles. 
En 2002, selon la journaliste Laurence de Charette : « la puissante association souffre de profondes divisions qui menacent aujourd'hui de la pousser à la scission ».

### Liste des présidents
Douze présidents se sont succédé depuis la création du mouvement :
- juin 1947 - avril 1951 : Robert Facque ;
- avril 1951 - février 1954 : Jean Nuyts ;
- février 1954 - mars 1963 : Georges Bellut ;
- mars 1963 - juin 1969 : Guy Houist ;
- juin 1969 - mai 1976 : Jacques Faucon ;
- mai 1976 - mai 1982 : André Morel ;
- juin 1982 - juin 1986 : Serge Bellanger ;
- juin 1986 - avril 2001 : Jacques Bichot ;
- avril 2001 - juillet 2013 : Henri Joyeux ;
- juillet 2013 - 9 juin 2018 : Patrick Chrétien;
- juin 2018 - septembre 2020 : Charly Hee ;
- septembre 2020 - mars 2023 : Chantal Huet ;
- avril 2023 à ce jour : Charly Hee

## Prises de position
En 1999, elle s'oppose au Pacs. Elle est accusée d'être opposée à la reconnaissance de l'homoparentalité.
En 1999, l'association attaque en justice le magazine Joystick pour diffamation. Le magazine avait publié des accusations de racisme et de fascisme envers Familles de France, considérées comme étant diffamatoires par l'association. Joystick est condamné à 40 000 francs d'amende et 40 000 francs de dommages et intérêts au profit de Familles de France.
En 2007, l'association attaque en justice le jeu vidéo Second Life ainsi que les fournisseurs d'accès à internet français, mais elle est déboutée par le tribunal des référés du TGI de Paris en juillet 2007,.
Fin 2012, Familles de France appelle à manifester contre le mariage homosexuel. L'association se déclare uniquement favorable à l'instauration d'un contrat d'union civile entre deux personnes de même sexe[source insuffisante].

### Controverses
Selon la journaliste de Libération Catherine Maussion, l'association est « spécialisée dans la défense de l'ordre moral ». Alors que selon la journaliste Blandine Grosjean, l'association est « ultraconservatrice » et pratiquant un lobbying politique percutant. Selon Fiammetta Venner, Familles de France est « toujours en accord avec les canons de l'intégrisme chrétien », elle la qualifie d'association intégriste. Selon Lydie Garreau, les associations de « familles de France » seraient contrôlées par des ultramontains et dirigées par des proches de l'Opus Dei.

## Publications de l'association
- Jusqu'en 2017, tous les 2 mois, Familles de France a publié son magazine "Familles en France", et publie depuis cette date un magazine numérique "Cercle des Familles"[pertinence contestée][FF 2][source insuffisante],[FF 3][source insuffisante].
- Katarina de Vaucorbeil-Masalovitch, Aux origines du mouvement familial, in revue Familles de France, no 650 et 651, mars et avril 1997, p. 4-14 et p. 4-13. Brève histoire des associations familiales en trois parties : 1871-1914 : Les tribulations du Capitaine Maire 1918 à 1939 : Famille d’abord 1939 à 1945 : Les adhérents "pomme de terre". Le deuxième article concerne plus particulièrement la création de l’UNAF, la naissance de la Fédération des Familles de France et ses premières batailles, puis les grandes figures historiques des associations familiales.
- Henri Joyeux, Jean Esptein et Philippe Vaur, préface du Dr Xavier Pommereau, Le suicide qui n'y a jamais pensé ? : des clefs pour comprendre, parler, prévenir, Éditions François-Xavier de Guibert, 2008.

### Source Familles de France
1. ↑  Rapport d'activité, Fédération nationale Familles de France, 2013.
2. ↑  
« magazine Familles en France » (consulté le 13 juillet 2016).
3. ↑  « Magazine numérique de Familles de France : premier numéro », sur Familles de France (consulté le 6 juillet 2018)

### Autres références
1. 1 2 3  Katarina de Vaucorbeil, Historique du mouvement familial, Paris, Éd. FF, 1998.
2. ↑  Mathias Gardet, Jean Viollet et l'apostolat laïc : les œuvres du Moulin-Vert, 1902-1956, Éditions Beauchesne, 2005.
3. ↑  Laurence de Charette, Familles de France : un président contesté in Le Figaro, 2002.
4. 1 2  
Blandine Grosjean, « La famille anti-pacs se lifte pour la manif. Dimanche à Paris, « tenue décontractée » et tolérance exigées », sur le site du quotidien Libération, 30 janvier 1999 (consulté le 20 juin).
5. ↑  Michel Chauvière, Le familialisme face à l'homoparentalité in Homoparentalités, état des lieux, [lire en ligne], 2005.
6. ↑  Le Figaro, no 17267, mercredi 16 février 2000 : Bruno Lesouef, le directeur de la revue Joystick publiée par Hachette Disney Presse, a été condamné à Paris à 40 000 francs d'amende, pour avoir publié des accusations de racisme et de fascisme envers la Fédération des familles de France (FFF). Le jugement ajoute que M. Lesouef doit payer 40 000 francs de dommages-intérêts à la FFF. Ces accusations avaient été publiées dans le numéro d'avril 1999 de la revue consacrée aux jeux vidéo, sous le titre « Familles de France, la guère sainte », et il était signé « Ivan le fou ». FFF était critiquée pour avoir obtenu le retrait de la vente de certaines cassettes vidéo violentes.
7. ↑  
Arnaud Devillard, « Second Life restera accessible aux internautes français », sur le site 01net.com de l'actualité informatique et des nouvelles technologies, 2 juillet 2007 (consulté le 20 juin 2016).
8. ↑  Étienne Wery, « Second Life sort indemne de son premier combat judiciaire en France », sur le site de la société belge SPRL Max & Zoé, 11 juillet 2007 (consulté le 20 juin 2016).
9. ↑  
Catherine Maussion, « Familles de France attaque Second Life », sur le site du quotidien Libération, 1er juin 2007 (consulté le 20 juin 2016).
10. ↑  Charlie Hebdo (no 670) du 20 avril 2005, Chronique de Fiammetta Venner « Familles de France. Les cathos intégristes invités à l'école » « Familles de France vient de recevoir l'« agrément national d'association éducative complémentaire de l'enseignement public. ». En clair cela signifie que cette association intégriste va pouvoir intervenir dans les écoles. Régulièrement consultée par l'Assemblée nationale sur les sujets autour des mœurs, Familles de France répond toujours en accord avec les canons de l'intégrisme chrétien »
11. ↑  Lydie Garreau, Sexes, morales et politiques : Une reconnaissance progressive du plaisir sexuel (1956-2000), Éditions L'Harmattan, 2001. p. 240.